# Galgalatz

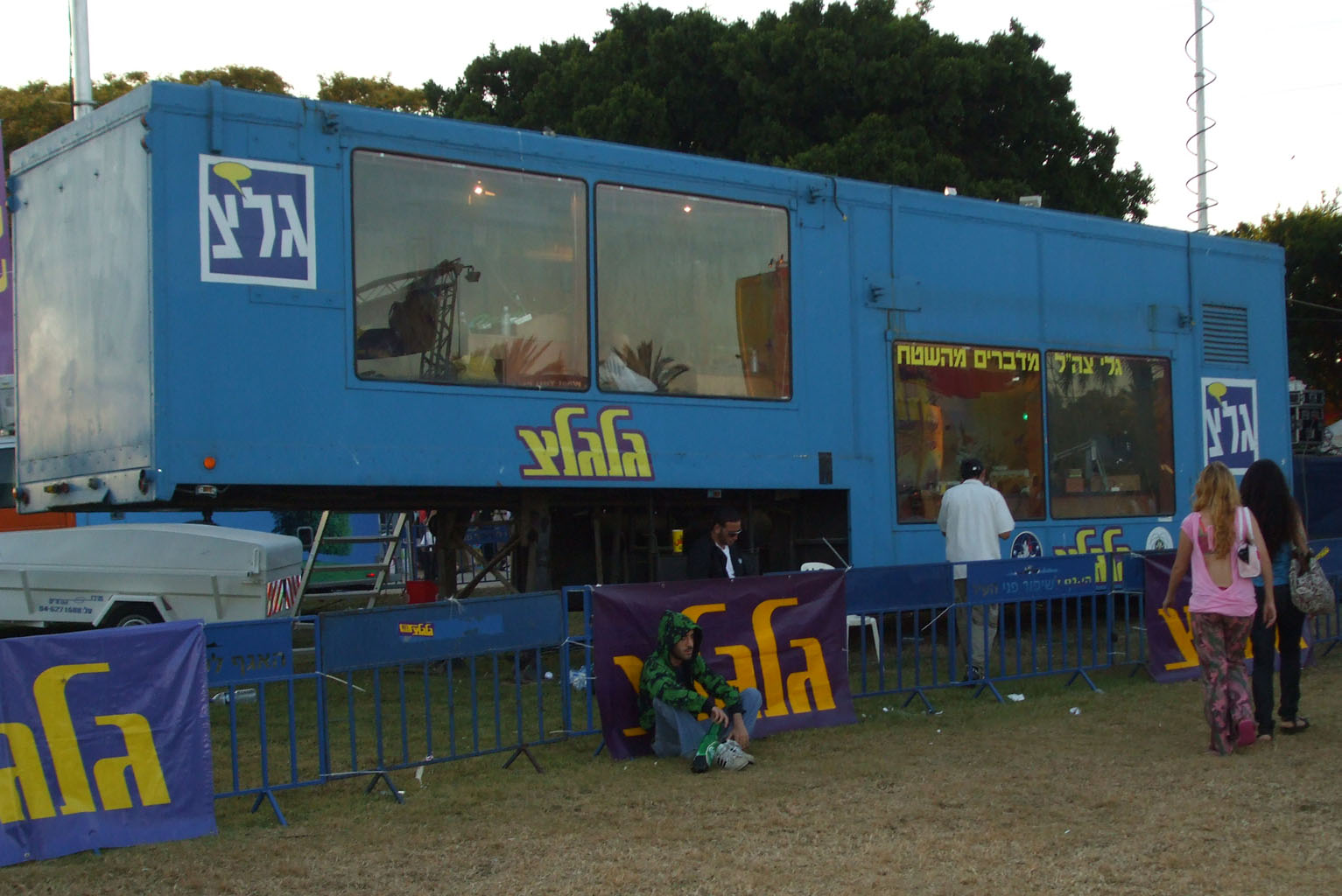
Mobiles Studio von Galgalatz

Galgalatz (hebräisch גלגלצ) ist ein Radioprogramm in Israel. Es wird von den israelischen Verteidigungsstreitkräften produziert. Galgalatz ist neben Galei Zahal das zweite von der Armee produzierte Radioprogramm. Es wurde 1993 gegründet und sendet Popmusik und Verkehrsinformationen. Zur vollen Stunde werden Nachrichten gesendet. Der Verkehrsservice entsteht in Zusammenarbeit mit dem israelischen Verkehrsministerium (Ministerium für Verkehr und Straßensicherheit). Er ist mit einem Marktanteil von 27,3 % (Stand Juli 2020) der meistgehörte Sender Israels.

## Bedeutung des Namens
Das erste Radioprogramm der israelischen Verteidigungsstreitkräfte trägt den Namen Galei Zahal (hebräisch גלי צה״ל, deutsch Wellen der Streitkräfte). Das Akronym des Namens ist Galatz. Das zweite Radioprogramm sollte Verkehrsinformationen senden und dies auch in seinem Namen kenntlich machen. Das hebräische „Galgal“ (hebräisch גלגל) bedeutet Rad und symbolisiert die Verbindung mit dem Verkehr. Der Name „Galgalatz“ ist ein Kofferwort aus „Galgal“ und „Galatz“. Er wurde von der israelischen Journalistin und Politikerin Merav Michaeli erfunden.

## Zahal 2
Galgalatz ist Nachfolger des Radiosenders Zahal 2 (hebräisch צה״ל 2, deutsch Armee 2). Dieser war das zweite Programm von Galei Zahal und wurde vom israelischen Moderator Erez Tal im April 1990 gegründet. Der Sender sendete jeden Tag acht Stunden lang. Die Sendungen bestanden hauptsächlich aus populärer Musik.
Erez Tal, der Leiter von Zahal 2, war auf der Suche nach Finanzierungsmöglichkeiten des Programms. Er traf eine Vereinbarung mit der israelischen Behörde für Verkehrssicherheit. Diese finanzierte eine Sendung mit dem Namen Ototo (hebräisch אוטוטו, deutsch In einer Sekunde), moderiert von Merav Michaeli. Zwei Prominente versuchten ein Ziel mit jeweils einem Auto zuerst zu erreichen, während sie sich an alle Verkehrsregeln hielten. Während dieser Fahrt sprachen sie mit Michaeli, wobei sie Mobiltelefone nutzten.

### Die israelische Behörde für Verkehrssicherheit
Die Summe, die der Sender für Ototo erhielt betrug lediglich 30.000 Schekel (ca. 7.400 Euro). Die Chefs des Armeerundfunks kritisierten den Verkauf einer Sendung als eine Schande für Galatz, insbesondere für eine so niedrige Summe.
Trotz aller Kritik war das der Beginn der Zusammenarbeit mit der israelischen Verkehrssicherheitsbehörde die zur Gründung von Galgalatz führen sollte.

### Der Mobilfunkanbieter Pelephone
Die israelische Band Portrait wurde während eines live ausgestrahlten Telefongesprächs in einen Verkehrsunfall verwickelt. Bei diesem Gespräch wurde ein Telefon der Mobilfunkgesellschaft Pelephone verwendet. Dies führte zu einer Werbekampagne durch den Mobilfunkanbieter („Pelephone hilft bei der Bekämpfung von Verkehrsunfällen“), die für viele Jahre bei Galgalatz ausgestrahlt wurde.

### Diskussionen um die Schließung
1992 äußerte der damalige Generalstabschef Ehud Barak den Sender schließen zu wollen. Er sagte jedoch zu davon abzusehen, sollte eine Finanzierung außerhalb des Verteidigungsetats gefunden werden. Die Finanzierungsquellen, die Galgalatz (damals Zahal 2 genannt) gefunden hatte, waren nun für die gesamte Galatz-Organisation von entscheidender Bedeutung. Deshalb wurde beschlossen, die Tochterstation zu unterstützen.

## Galgalatz

### Gründung
Anfang der 90er sendete Galatz Informations- und Wortprogramme während Zahal 2 viel Musik spielte. Zur gleichen Zeit starteten lokale kommerzielle Radiosender. Die meisten von ihnen konzentrierten sich auf Musik und Unterhaltungsshows und wollten Hörer von Galatz abziehen. Aus diesem Grund wurde beschlossen, einen neuen Sender als Nachfolger von Zahal 2 zu gründen. Dieser sollte die Finanzierung von Galatz sicherstellen und eine Alternative für Hörer sein, die das Programm von Galei Zahal nicht hören wollten.

### Sendestart und erste Zeit
Am 31. Oktober 1993 um 7.00 Uhr begann Galgalatz mit seinen Sendungen. Die erste Show war Medina BaDerech (hebräisch מדינה בדרך, deutsch Das Land auf der Straße). Das Programm wurde täglich für 17 Stunden ausgestrahlt, von 7 Uhr morgens bis Mitternacht. Vom ersten Tag an bestand es meist aus Musik und Verkehrsinformationen. Es wurden vor allem populäre Songs gespielt um eine möglichst große Zielgruppe zu erreichen.

### Kritik
Trotz hoher Einschaltquoten gab es immer wieder Kritik am Programm, vor allem an der Musikauswahl besonders durch israelische Musiker. Der Vorwurf: das Programm würde nicht die kulturelle Vielfalt des Landes ausdrücken.

## Charts
Galgalatz sendet jeden Donnerstag die offiziellen Musikcharts Israels. Diese beinhalten die Top Ten der israelischen und internationalen Songs ausgewählt durch die Hörer auf der Webseite des Senders.
Am letzten Freitag jeden Jahres strahlt Galgalatz die Jahreshitparade aus Am 31., Dezember 2019 liefen die offiziellen Hot 100 der Dekade.

## UKW-Frequenzen und Senderstandorte
- Tel Aviv: 91,8 MHz (Senderstandort Bnei Brak)
- Haifa: 107,0 (Senderstandort Haifa)
- Jerusalem: 107,1 (Senderstandort Jerusalem)
- Beʾer Scheva: 99,8 (Senderstandort Mishmar HaNegev)
- nördliches Israel: 104,1 (Senderstandort Kiryat Shmona)
- Eilat und Mitzpe Ramon: 107,0 (Senderstandort Eilat)